# Steel City Warriors
Gli Steel City Warriors sono stati una squadra di hockey su ghiaccio con sede a Belle Vernon, Pennsylvania. Hanno militato nella Federal Hockey League nella stagione 2014-2015.

## Storia
Gli Steel City Warriors sono nati nell'ottobre del 2014, ed hanno preso il posto dei SWPA Magic che erano stati sciolti dopo aver disputato un solo incontro nella Federal Hockey League 2014-2015. Hanno chiuso la loro prima ed unica stagione all'ultimo posto, con sole tre vittorie all'attivo (di cui una nell'extra time) su 48 incontri disputati.
A fine stagione la società ha annunciato la sospensione delle attività, ed ha lasciato liberi i giocatori, a causa dell'impossibilità di trovare uno stadio del ghiaccio disponibile.